# Reina Regente (1887)
Reina Regente – hiszpański krążownik pancernopokładowy z końca XIX wieku, zbudowany w Wielkiej Brytanii, główny okręt składającego się z trzech jednostek typu Reina Regente. Klasyfikowany jako krążownik pancernopokładowy I rangi. Wodowany w 1887 roku, wszedł do służby w 1888 roku. W 1895 roku zatonął z całą załogą podczas sztormu.
Okręt miał wyporność około 5000 ton, a jego uzbrojenie główne składało się z czterech armat kalibru 240 mm i sześciu armat kalibru 120 mm. Napędzały go maszyny parowe, pozwalając na osiąganie prędkości ponad 20 węzłów. Tę samą nazwę otrzymał następnie drugi krążownik ulepszonego typu.

## Budowa
W latach 80. XIX wieku w marynarkach świata zaczęły pojawiać się szybkie krążowniki pancernopokładowe, przede wszystkim budowane przez angielską stocznię Armstronga w Elswick, nowocześniejsze od budowanych w tym czasie w Hiszpanii. Rząd hiszpański zdecydował wówczas zamówić zaprojektowanie i budowę nowoczesnego krążownika za granicą, który zarazem stanowiłby wzór dla dalszych jednostek budowanych w kraju. Po przeprowadzeniu konkursu, zamówienie na okręt złożono 24 maja 1886 roku w szkockiej stoczni James & George Thompson w Clydebank. Krążownik otrzymał imię „Reina Regente” („Królowa Regentka”), na cześć sprawującej regencję Marii Krystyny. Cena bez uzbrojenia wynosiła 243 000 funtów szterlingów (6,075 mln peset; równowartość ok. 1770 kg złota), a deklarowany czas budowy 15 miesięcy. Całkowity koszt z uzbrojeniem dostarczanym przez stronę hiszpańską wynosił ok. 9,325 mln peset. „Reina Regente” była największym krążownikiem pancernopokładowym zbudowanym do tamtej pory w Wielkiej Brytanii.
Stępkę pod budowę okrętu położono w Clydebank 20 lipca 1886 roku. Budowa szła bardzo szybko i okręt wodowano już 24 lutego 1887 roku. 10 października 1887 roku rozpoczął próby morskie. W kwietniu 1888 roku krążownik bez uzbrojenia przeszedł z hiszpańską załogą z Clydebank do Ferrolu, a 3 czerwca 1888 roku wszedł do służby. Klasyfikowany był w Hiszpanii jako krążownik pancernopokładowy I rangi. Następnie rozpoczęto budowę dwóch dalszych okrętów  typu Reina Regente w Hiszpanii.

## Skrócony opis

Rysunek „Reina Regente”

Okręt był krążownikiem średniej wielkości, o gładkopokładowym kadłubie, z taranową dziobnicą i nawisającą rufą. Artyleria najcięższego kalibru 240 mm była umieszczona parami na pokładzie dziobowym i rufowym, na podwyższeniach, między którymi ciągnęły się nadburcia. Sylwetkę uzupełniały dwa pochyłe kominy i dwa pochylone maszty. Na marsach bojowych masztów ustawiano działka małokalibrowe. Załoga etatowo liczyła 420 osób. Kadłub wykonany był ze stali, miał dno podwójne i ogółem 156 pomieszczeń wodoszczelnych.
Wyporność normalna określana jest na 4664 t lub 4725 ton angielskich. Z zapasem 500 t węgla wyporność wynosiła 5000 ton. Wyporność pełna podawana jest na 5600 ton. Długość całkowita wynosiła 102,18 m, a na linii wodnej 97,6 m. Szerokość wynosiła 15,43 m, a zanurzenie 5,9 m.
Napęd stanowiły dwie poziome maszyny parowe potrójnego rozprężania produkcji firmy Thompson z Glasgow, napędzające dwie śruby. Parę dostarczały cztery dwustronne kotły cylindryczne o największym ciśnieniu ok. 9,3 at. Na próbach uzyskano przy ciągu wymuszonym w paleniskach prędkość 20,33 węzła przy mocy indykowanej 11 500 KM, a przy normalnym ciągu 18,75 węzła przy mocy indykowanej 7500 KM (nie osiągnięto tym samym mocy kontraktowej 12 000 KM i prędkości 20,5 węzła). Normalny zapas węgla wynosił 500 t, a maksymalny 1285 t, z którym zasięg wynosił ok. 13 tysięcy mil morskich.
Opancerzenie tworzył wewnętrzny pokład pancerny z bocznymi skosami. W środkowej poziomej części, znajdującej się nad linią wodną, miał on na większości długości grubość 51 mm, a skosy schodzące do burt miały grubość 76 mm. Nad maszynownią pokład był grubszy i miał 90 mm w płaskiej części (lub według innych danych 76 mm), a na skosach 120 mm. Działa kalibru 240 mm miały maski pancerne grubości 76 mm, a działa 120 mm miały maski grubości 25 mm.

### Uzbrojenie
Uzbrojenie główne stanowiły cztery działa kalibru 240 mm i sześć dział kalibru 120 mm, wszystkie systemu Hontoria o długości lufy 35 kalibrów (L/35). Pojedyncze działa 240 mm ustawione były po dwa obok siebie na pokładzie na dziobie i rufie. Strzelały pociskami o masie 195 kg. Działa kalibru 120 mm umieszczone były na pokładzie górnym, po trzy na każdej z burt na śródokręciu. Dziobowe i rufowe pary umieszczone były na sponsonach i miały kąt ostrzału 150°, a środkowa para – 120°. Strzelały pociskami o masie 25 kg.
Uzbrojenie pomocnicze na „Reina Regente” stanowiło sześć dział szybkostrzelnych kalibru 57 mm Nordenfelt, a nadto według Mitiukowa: działo kalibru 42 mm Nordenfelt, sześć działek kalibru 37 mm Hotchkiss i dwie kartaczownice. Według ogólniejszych publikacji, było to sześć dział 6-funtowych (57 mm) i sześć kartaczownic Nordenfelta. Działa były umieszczone między innymi w dwóch parach kazamat w burtach: przed działami dziobowymi i blisko rufy. Okręt ponadto był uzbrojony w pięć nadwodnych wyrzutni torped, w tym dwie na dziobie i po jednej na każdej z burt i na rufie. Krążowniki budowane w Hiszpanii różniły się zestawem uzbrojenia głównego i pomocniczego. Okręt wyposażony był w dwa reflektory.

## Służba

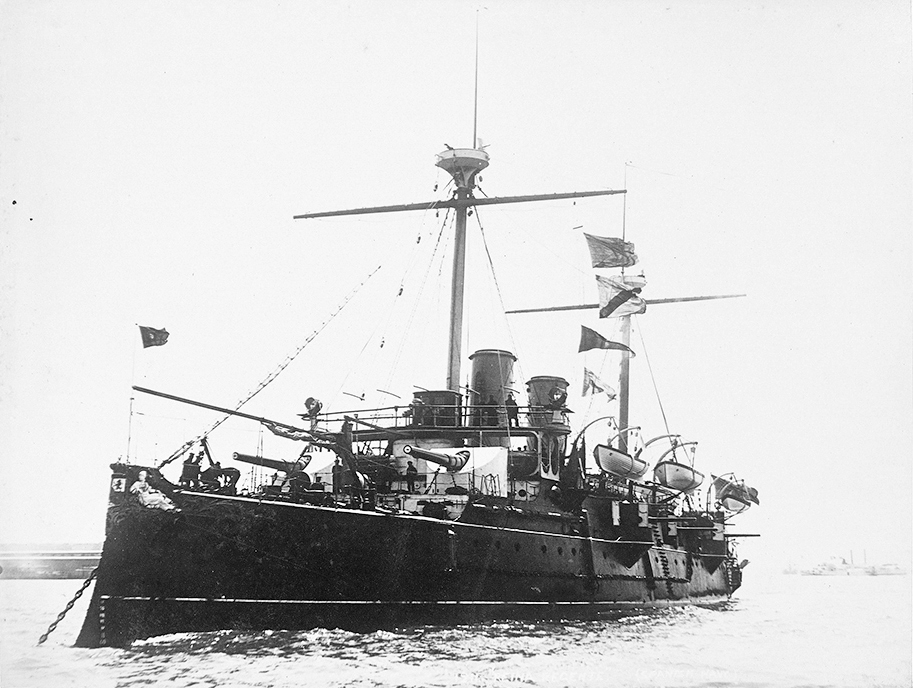
„Reina Regente” podczas rewii w USA, kwiecień 1893 roku. Widoczna dziobowa para dział 240 mm

28 maja 1888 roku „Reina Regente” przypłynęła do Barcelony, gdzie odbywała się wystawa światowa, połączona z odwiedzinami okrętów zagranicznych. 3 czerwca miało tam miejsce podniesienie bandery, na uroczystości z udziałem królowej regentki, po czym okręt oficjalnie wszedł do służby w Marynarce Hiszpańskiej. W sierpniu 1890 roku krążownik uczestniczył w rewii floty w San Sebastián. We wrześniu 1892 roku wziął udział w uroczystościach czterechsetlecia odkrycia Ameryki w Genui, a w październiku w Huelvie. Popłynął następnie na przełomie marca i kwietnia 1893 roku do Hawany na hiszpańskiej wówczas Kubie, skąd wyruszył 15 kwietnia do USA, holując podarowaną przez Hiszpanię replikę karaki Kolumba „Santa Maria”. 25 kwietnia dotarł na redę Hampton Roads, a następnego dnia do Nowego Jorku, biorąc udział w międzynarodowej paradzie morskiej. Na przełomie maja i czerwca 1893 roku okręt powrócił do Hiszpanii.

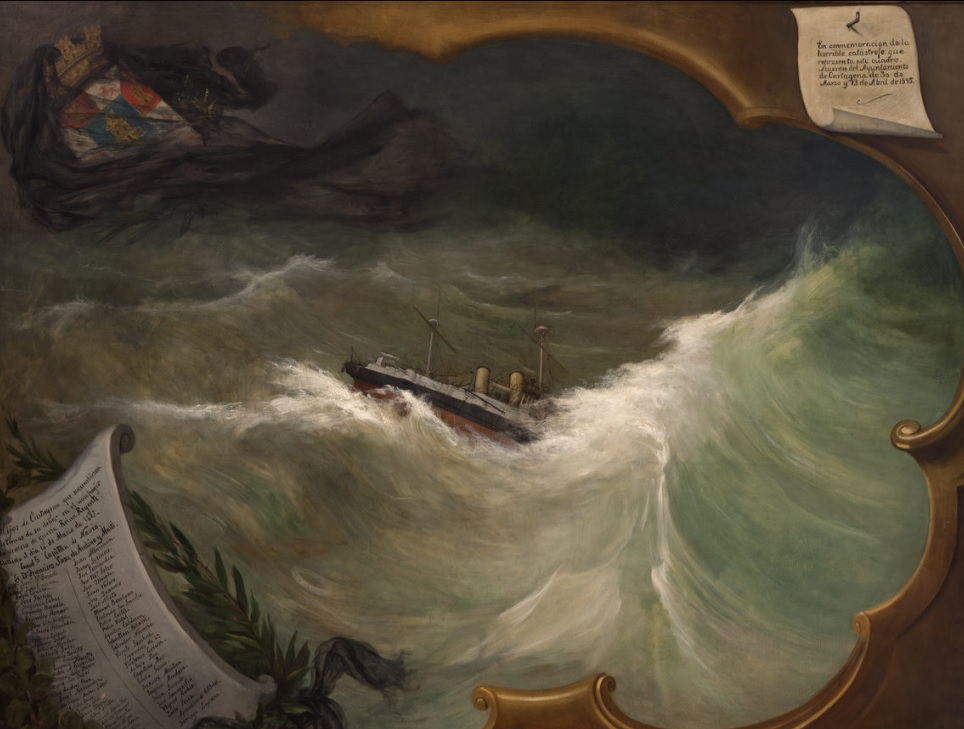
Obraz Manuela Ussela de Guimbardy

Dowódcą okrętu od stycznia 1895 roku był komandor Francisco Sanz de Andino y Martí. 9 marca 1895 roku „Reina Regente” odwiozła z Hiszpanii do Tangeru posła sułtana Maroka, po czym 10 marca wypłynęła z Tangeru z powrotem do Kadyksu, gdzie miało się odbyć uroczyste wodowanie krążownika pancernego „Emperador Carlos V”. Wkrótce po wyjściu „Reina Regente” trafiła na największy od lat sztorm, po czym zaginęła bez wieści z całą 412-osobową załogą. Była jeszcze widziana po godzinie 12:30 przez dwa brytyjskie statki, z których drugi „R.F. Matheus” zaobserwował okręt płynący bez mostka i z uszkodzonymi kominami, ale nie sygnalizujący problemów. Poszukiwania okrętu nie przyniosły skutku, jedynie później morze wyrzuciło drobne szczątki mogące pochodzić z okrętu oraz ciało prawdopodobnie jego marynarza.
8 kwietnia opublikowano dekret o utracie okrętu, a 17 kwietnia odbył się symboliczny pogrzeb załogi w Madrycie. Powołana została komisja dochodzeniowa, która mogła jedynie zbadać plany i wcześniejsze rejsy krążownika. Już wcześniej zwracano uwagę na niewystarczającą stateczność okrętu oraz zalewanie pokładu wodą podczas sztormu (m.in. podczas rejsu do Hawany), jak również niezadowalający stan drzwi w grodziach wodoszczelnych. Poprzedni dowódca komandor José Pilón Esterling sugerował usunięcie dwóch dział artylerii głównej dla odciążenia lub zamianę na lżejsze kalibru 200 mm. Jako prawdopodobną przyczynę utraty okrętu komisja wskazała nurzanie się dziobu i nabieranie wody przez otwory wentylacyjne i dziobowe kazamaty lekkich dział, co przy zwiększaniu się ilości wody na górnych pokładach prowadziłoby do większych przechyłów, a następnie wywrócenia się. Nie można także wykluczyć awarii steru i szybszego wywrócenia przez fale albo wybuchu kotła, gdyby woda dostała się do kotłowni.
Jeszcze w tym samym roku zdecydowano zbudować w Hiszpanii drugi krążownik o tej nazwie, według poprawionych planów, którego stępkę położono w grudniu 1895 roku.